# Jimmy Morales
Jimmy Morales (Ciutat de Guatemala, 18 de març de 1969) és un polític guatemalenc, actor, escriptor, productor  i director. Des del 14 de gener de 2016 fins al 14 de gener de 2020, va ser el president del país.
El 2011 es va presentar com a candidat a alcalde al municipi de Mixco, departament de Guatemala, amb el partit polític Acción de Desarrollo Nacional (ADN), en les que va quedar en tercer lloc. El 10 de març de 2013, fou nomenat Secretari General del partit Frente de Convergencia Nacional (FCN). Després de la segona volta electoral, va resultar president electe per a la legislatura 2016-2020.

## Vida
James Ernesto Morales Cabrera que va canviar el seu nom el 23 de febrer de 2011 pel de Jimmy Morales va néixer a la ciutat de Guatemala. És fill de José Everardo Morales Orellana i Celíta Ernestina Cabrera Acevedo. Va estudiar els estudis primaris i secundaris a l'Instituto Evangélico América Latina (IEAL) en el que va obtenir el títol de pèrit comptable.
Ingressà a la Facultat de Ciències Econòmiques de la Universidad de San Carlos de Guatemala (USAC), en la que va obtenir el títol de Llicenciatura en Administració d'Empreses gràcies a les beques de l'església evangèlica. També estudià en el Seminario Teológico Bautista un professorat en teologia. Va cursar els estudis de postgrau a la Universidad Mariano Gálvez de Guatemala en la que va obtenir un màster en Alts Estudis Estratègics especialitzats en seguretat i defensa. Cursà un doctorat en Seguretat Estratègica a la Facultat de Ciències Jurídiques i Socials de la Universidad de San Carlos de Guatemala.
Ha treballat com a docent a la Facultat de Ciències Econòmiques i a l'Escola de Ciències de la Comunicació a la Universitat de San Carlos de Guatemala.
Ha treballat com assessor financer i ha estat comercial de roba de segona mà i de fruites.
Ha fundat diverses empreses a nivell nacional i internacional i és conegut pel seu treball en el programa i concepte "la Moraleja" que s'ocupa des de la producció televisiva fins a la indústria cinematogràfica, passant per la ràdio.
A la televisió, juntament amb el seu germà Sammy Morales, s'ha mantingut a l'aire amb el seu programa «Moralejas» durant més de 15 años, al cine, ha produït i actuat en 7 pel·lícules; «Manzana güena en noche buena», «La misteriosa herencia», «Detectives por error», «Ve que vivos», «una aventura en el más allá», «Repechaje», «Gerardi» i «Un presidente de a sombrero». En aquesta última, tenia el paper d'un camperol gairebé analfabet que va arribar a governar Guatemala de manera accidental.
En el cine fou protagonista de la pel·lícula de Alejo Crisóstomo, Fe. També feu d'extra a la pel·lícula Looking for Palladin d' Andrzej Krakowski.

## Política
El 2004 va començar la seva carrera política, quan es va intentar inscriure al moviment Nación, que fou embrió d'un futur partit polític que era de caràcter conservador i que tenia com a lema: El temor a Diós, la família y el honor. Tot i que no va aconseguir entrar-hi, alguns grups militars reaccionaris que estaven agrupats en el Front de Convergència Nacional (FCN) s'hi van interessar i el 2012 li van oferir un lloc en el seu partit polític.

### Candidat a l'alcaldia de Mixco
Fou proposat com a candidat a alcalde en el municipi de Mixco, departament de Guatemala a les eleccions generals de l'any 2011 pel partit polític Acción de Desarrollo Nacional (ADN), en les que va obtenir el tercer lloc amb 13.045 vots, el 7,95% del padró electoral.

### Secretari General
El 10 de març de 2013, a l'assemblea biennal nacional, el Frente de Convergencia Nacional va triar a Jimmy Morales com el seu Secretari General.

### Candidat presidencial
El 2012 va arribar al FCN invitat pel tinent coronel retirat Edgar Justino Ovalle Maldonado, un dels fundadors de l'Asociación de Veteranos Militares de Guatemala (AVEMILGUA) i del partit que el 2011 passà a ser Secretari General Adjunto II en el moment en què Felipe Miranda Trejo passà a ser-ne Vocal I i José Luis Quilo Ayuso el Secretari General. Ovalle Maldonado es postula en les presents eleccions generals com a diputat al Congré de la República encapálant el Llistat Nacional.
El 17 de maig de 2015, fou proclamat candidato a la Presidència de la República per a les eleccions generals de 2015 pel partit polític Frente de Convergencia Nacional (FCN Nación). El 6 de setembre va obtenir el primer lloc a les eleccions generals a la Presidència de la República, posició amb la qual va passar a la segona volta per als comicis generales a finals del mateix any. Perfilant-se per a ser el següent president de la República de Guatemala.

El 25 d'octubre de 2015 elegit com el 50è President de Guatemala amb un ampli avantatge sobre el partit de la Unidad Nacional de la Esperanza que estava representat per Sandra Torres, obtenint el 67% dels vots. D'aquesta manera, amb 2,6 milions de vots, ha aconseguit ser el candidat amb més vots de la història de les eleccions guatemalenques.